# Ligne 3 du métro de Séville
La ligne 3 (en espagnol : Línea 3 del metro de Sevilla) est une future ligne du réseau du métro de Séville, circulant du nord au sud et dont l'ouverture partielle est prévue en 2030.
Sur un tracé de 18,1 km et 24 stations majoritairement en souterrain, la ligne 3 desservira plusieurs quartiers de Séville. Elle sera en correspondance avec la ligne 1, le tramway et les lignes de bus.
La réalisation de la ligne est découplée en un tronçon nord et un tronçon sud, qui se rejoignent à la station de correspondance Prado de San Sebastián. Le chantier de la section nord est lancé en février 2023.

## Histoire

### Chronologie
- 2000 : adoption du projet de base d'un réseau à quatre lignes
- 2010 : enquête publique concernant les lignes 2, 3 et 4
- 2019 : accord institutionnel pour la relance du projet de la ligne 3
- 2023 : début des travaux du tronçon nord de la ligne 3.

### Études et projets préalables
L'avant-projet sommaire de la ligne 3 est présenté en août 2000, plus de quinze ans après l'abandon du projet initial de réseau métropolitain à trois lignes.
La rédaction de l'avant-projet définitif commence en octobre 2007, et celui-ci est soumis à concertation publique en juin 2010. En mars 2011, le gouvernement andalou présente une version amendée de l'avant-projet définitif, prévoyant l'enfouissement de plusieurs sections et ne laissant en surface que le tronçon d'accès au garage-atelier et la station terminus au nord, et ouvrant la possibilité d'un prolongement au sud, jusqu'à l'hôpital Virgen de Valme. L'étude de projet est publiée neuf mois plus tard, avec pour objectif d'ouvrir le tronçon nord — jusqu'au Prado de San Sebastián — en 2017 et le tronçon sud en 2020.
Ayant annoncé en mai 2019 que l'étude de projet de décembre 2011 était complète mais nécessitait une mise à jour technique étant donné son ancienneté, le gouvernement andalou entreprend une actualisation de l'étude de viabilité de la ligne, qui prévoit un coût de 1,179 milliard €.
La Junte d'Andalousie s'entend le 18 novembre 2019 avec la mairie de Séville pour relancer le projet de la ligne 3 et établissent finalement le terminus sud au niveau de l'hôpital Virgen de Valme. Ce projet est jugé prioritaire par les deux administrations par rapport à la ligne 2 car il assure une correspondance avec la ligne 1 et dessert une population plus importante. La mise à jour des études de projet se fait en deux phases, nord puis sud.

### Tronçon nord
Le département de l'Équipement annonce le 26 juin 2020 avoir désigné le bureau d'études chargé de l'actualisation de l'étude de projet et que les travaux commenceront avant la fin de l'année 2022 par le tronçon nord, qui comptera douze stations pour 7,5 kilomètres de voies commerciales.
Les sondages géotechniques, les études patrimoniales, archéologiques, juridiques, les travaux cartographiques et topographiques de la section nord sont achevés en février 2021. Le département de l'Équipement avait indiqué que la mise à jour de l'étude de projet serait définitivement achevée en juin 2021, mais celle-ci est finalement conclue au mois de septembre.
Les études et le plan d'exécution sont présentés publiquement le 12 janvier 2022 par les administrations régionale et municipale. Le coût du chantier est alors estimé à 1,05 milliard €, soit 305 millions de plus que l'estimation de 2011, qui ne comprenait pas le garage-atelier, l'achat de huit nouvelles rames et la TVA. Les échangeurs avec la ligne 2 à María Auxiliadora, et avec la ligne 4 à Hospital Virgen Macarena, seront construits lors du creusement de la ligne, qui sera réalisé uniquement en tranchée couverte,. La mise en service commercial du tronçon est programmée pour 2030 avec une fréquentation estimée à 13,3 millions de voyageurs, relativement proche de celle de la ligne 1 avant la crise sanitaire du Covid-19.
L'État et la Junte indiquent le 22 juin avoir conclu un accord de financement qui prévoit que chacun apportera 50 % du montant nécessaire à la réalisation du tronçon, et que le gouvernement andalou pourra utiliser les financements issus du Fonds européen de développement régional (Feder). Trois mois plus tard, alors que la signature de la convention de financement se fait toujours attendre, l'exécutif régional indique qu'en raison de la forte inflation, le montant du chantier a été réévalué à 1,37 milliard €, soit 320 millions € de plus que le budget initial, et que l'accord financier a été modifié en conséquence pour maintenir un financement paritaire entre la Région et l'État.

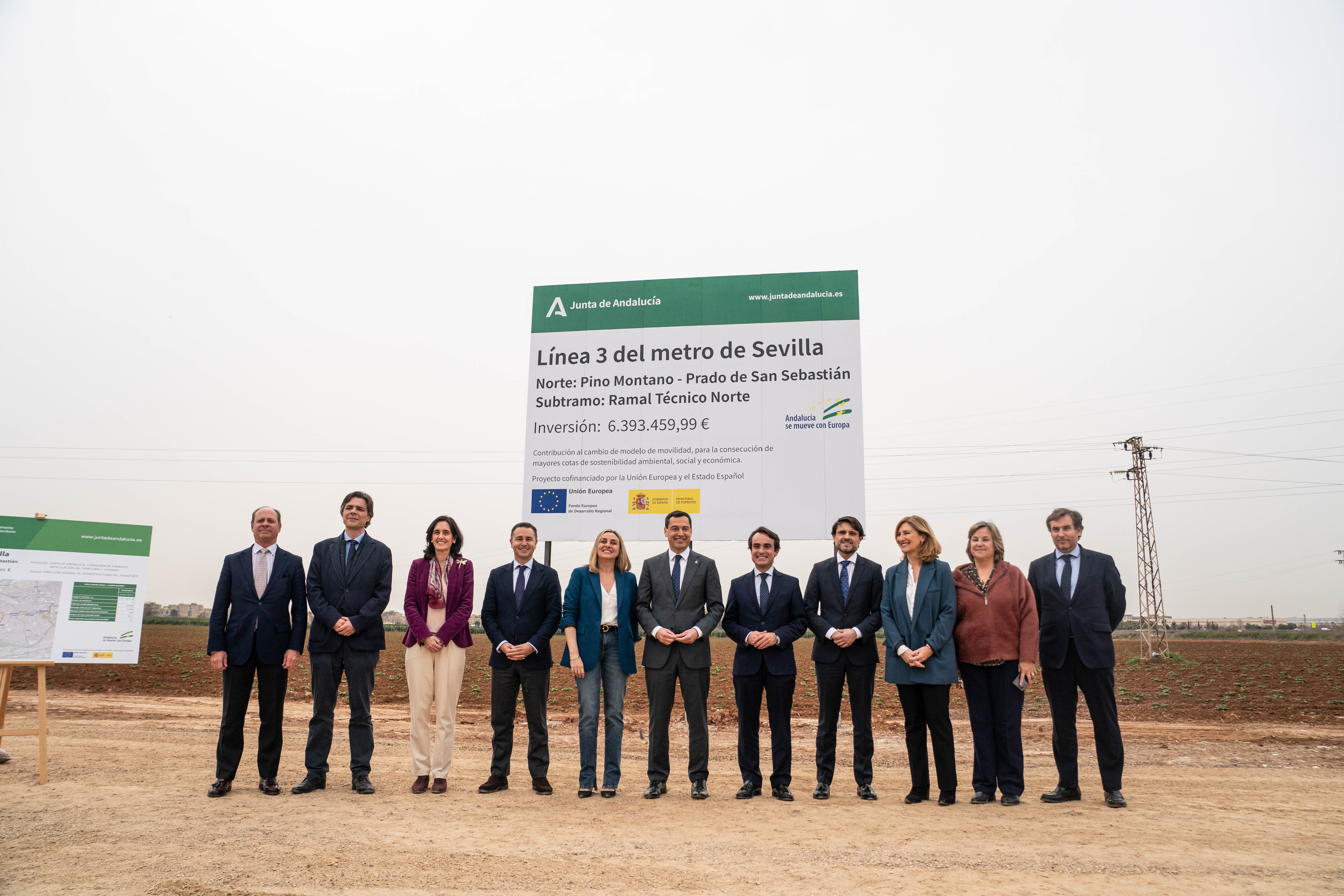
La première pierre de la ligne est posée en 2023.

Le conseil de gouvernement approuve, le 11 octobre suivant, la déclaration d'intérêt métropolitain du tronçon nord. Six semaines plus tard, la Junte accède à la requête formulée par l'État de retirer l'achat des trains du financement conjoint, assumant seule le paiement des rames de métro, pour un coût estimé à 66 millions €. Le département de l'Équipement attribue au début du mois de décembre le marché public de construction du premier tronçon — assurant la liaison entre le garage-atelier et la ligne commerciale — à un des douze consortiums candidats, ce qui permet d'envisager le début des travaux pour la fin du mois de janvier 2023. Le 25 janvier 2023, la convention de financement est signée par la conseillère à l'Équipement, Marifrán Carazo, et la ministre des Transports, Raquel Sánchez, en présence du président de la Junte, Juanma Moreno, et du maire de Séville, Antonio Muñoz.
Les travaux du premier tronçon commencent le 21 février suivant, avec une cérémonie de pose de première pierre. Marifrán Carazo indique, deux jours plus tard, que le gouvernement andalou lancera en mai suivant les appels d'offres pour la construction des deux tronçons qui relieront Pino Montano Norte et San Lázaro.

### Tronçon sud
Lors de sa présentation le 26 juin 2020, le tracé du secteur sud est redéfini par rapport au projet de 2011, prévoyant une circulation sous l'avenue Manuel-Suriot et non l'avenue de La Palmera, ce qui permet la desserte de l'hôpital Virgen del Rocio, une étude d'alternative entre une station souterraine à l'intérieur et non une station en surface et en limite du quartier de Los Bermejales, et la desserte en surface du palais de justice et de l'hôpital Virgen de Valme.
En juillet 2021, le département de l'Équipement choisit le consortium chargé de réaliser sous deux ans l'étude et le plan d'exécution du tronçon sud, long de 9,2 kilomètres et comptant lui aussi douze stations. Les sondages géotechniques commencent six mois plus tard.
L'association Sevilla Quiere Metro (Séville veut son métro) dénonce au début du mois de décembre 2023 un retard de deux mois dans la finalisation de l'étude de projet par rapport au calendrier prévu par le marché public. Le département de l'Équipement explique alors que ce délai est dû à l'analyse de « nouvelles alternatives » de parcours, de type de tracé ou encore de méthode de construction afin de s'assurer que le projet bénéficiera bien de fonds européens, indispensables au financement des travaux.
Alors que la conclusion de l'étude de projet accuse déjà plus d'un an de retard sur le calendrier initial, les autorités régionales et municipales annoncent en mars 2025 étudier un changement du tracé entre Palmas Altas et Hospital de Valme afin de faire circuler la ligne au niveau de l'avenue de Bellavista, pour assurer une meilleure desserte du quartier éponyme et une desserte plus directe de l'hôpital. Cette évolution génère un nouveau décalage, de l'ordre de trois mois, de la finalisation de l'étude de projet.

## Caractéristiques

### Ligne
La ligne sera initialement limitée à son tronçon nord. Elle comptera 12 stations, dont une en surface, et parcourra 8,9 km. Elle traversera Séville du nord au centre historique, où elle sera en correspondance avec la ligne 1. En raison du nombre de centres hospitaliers desservis, elle reçoit le surnom de « ligne des hôpitaux ».

### Stations et correspondances
|  |   |  | Station                   | Communes                          | Correspondances                                              |
|  | - |  | ------------------------- | --------------------------------- | ------------------------------------------------------------ |
|  | ■ |  | Pino Montano Norte        | Séville (Nord)                    |                                                              |
|  | o |  | Pino Montano              | Séville (Nord)                    |                                                              |
|  | o |  | Los Mares                 | Séville (Nord)                    |                                                              |
|  | o |  | Los Carteros              | Séville (Nord)                    |                                                              |
|  | o |  | San Lázaro                | Séville (Nord)                    |                                                              |
|  | o |  | Hospital Virgen Macarena  | Séville (Macarena)                |                                                              |
|  | o |  | Macarena                  | Séville (Macarena)                |                                                              |
|  | o |  | Capuchinos (Cruz Roja)    | Séville (Macarena)                |                                                              |
|  | o |  | María Auxiliadora         | Séville (San Pablo - Santa Justa) |                                                              |
|  | o |  | Puerta Carmona            | Séville (Casco Antiguo)           |                                                              |
|  | o |  | Jardines de Murillo       | Séville (Casco Antiguo)           |                                                              |
|  | o |  | Prado de San Sebastián    | Séville (Casco Antiguo)           | Ligne 1 du métro de Séville · Ligne T1 du tramway de Séville |
|  | o |  | Plaza de España           | Séville (Sud)                     |                                                              |
|  | o |  | Parque de María Luisa     | Séville (Sud)                     |                                                              |
|  | o |  | Manuel Siurot             | Séville (Bellavista–La Palmera)   |                                                              |
|  | o |  | Hospital Virgen del Rocío | Séville (Bellavista–La Palmera)   |                                                              |
|  | o |  | Heliópolis                | Séville (Bellavista–La Palmera)   |                                                              |
|  | o |  | Pineda                    | Séville (Bellavista–La Palmera)   |                                                              |
|  | o |  | Los Bermejales            | Séville (Bellavista–La Palmera)   |                                                              |
|  | o |  | Ciudad de la Justicia     | Séville (Bellavista–La Palmera)   |                                                              |
|  | o |  | Palmas Altas              | Séville (Bellavista–La Palmera)   |                                                              |
|  | o |  | Cortijo del Cuarto        | Séville (Bellavista–La Palmera)   |                                                              |
|  | o |  | Ermita Virgen Valme       | Séville (Bellavista–La Palmera)   |                                                              |
|  | ■ |  | Hospital de Valme         | Séville (Bellavista–La Palmera)   |                                                              |

## Projets
L'étude de projet de décembre 2011 envisage de desservir le quartier de San Jerónimo par une bifurcation circulant en surface après San Lázaro et ralliant la gare de Séville-San Jerónimo (es) du réseau des Cercanías Séville.